# Neurovaskuläre Kopplung
Die Neurovaskuläre Kopplung (zusammengesetzt aus altgriechisch neũron ‚Nervenzelle‘,  und lateinisch vas, (Blut-)Gefäß) ist ein physiologischer Mechanismus zur Regulierung der Blutversorgung des Gehirns, um den Mehrbedarf des aktivierten Nervengewebes an Sauerstoff und Glucose durch lokale Steigerung des Blutflusses zu decken. Dieser Mechanismus kann für die Darstellung der Nervenzellaktivität genutzt werden.

## Hämodynamische Reaktion
Kortikale Aktivierung führt mit einer Latenz von einigen Sekunden zu einer Zunahme des Blutflusses um 10–40 %. Diese ist so ausgeprägt, dass der relative Sauerstoffgehalt des Blutes, die sogenannte Oxygenierung, zunimmt, obwohl auch die Stoffwechselleistung und damit der Sauerstoffverbrauch des betreffenden Nervengewebes ansteigt.
Wie die Blutflussreaktion vermittelt wird, ist noch weitgehend unklar. Vermutet wird das Zusammenspiel mehrerer Faktoren, wie zum Beispiel pH-Wert, Kaliumionen und Adenosin. Einige neuere Modelle nehmen eine entscheidende Rolle der Neuroglia bei der Blutflussregulation an.

## Funktionelle Bildgebung
Die Darstellung funktioneller Vorgänge im Gehirn ist in den letzten Jahren erheblich vorangeschritten. Solche Techniken können die spezifische Funktion der Organe selbst dokumentieren, während anatomisch-morphologische Verfahren wie CT und MRT nur die Struktur des lebenden Körpers zeigen.
Für das Gehirn war die Messung der Aktivität lange Zeit auf elektrophysiologische Methoden (EEG) beschränkt. Neuere Verfahren machen sich hingegen zunutze, dass eine Aktivitätszunahme in einem konkreten Hirnareal, zum Beispiel bei Bewegung, Wahrnehmung oder auch bei kognitiven Leistungen eine umschriebene Blutflusszunahme in dieser Region bewirkt.
Es gibt nuklearmedizinische (PET, SPECT), magnetresonanztomographische und optische (NIRS) Ansätze zur funktionellen Bildgebung des Gehirns. Als Standard hat sich die funktionelle Magnetresonanztomographie (fMRT) auf Basis des sauerstoffsättigungsabhängigen BOLD-Kontrasts bewährt.